# 사하초등학교
사하초등학교는 대한민국 부산광역시 사하구 괴정동에 있는 공립 초등학교이다.

## 학교 연혁
- 1908년 10월 6일 사립양정학교 개교
- 1919년 3월 31일 하단공립보통학교로 개편
- 1920년 3월 23일 제1회 졸업식(5명)
- 1938년 4월 1일 사하공립심상소학교로 개명
- 1941년 4월 1일 사하공립국민학교로 개편
- 1942년 3월 25일 현 위치(낙동대로 266)로 이전
- 1958년 4월 20일 개교 50주년 기념식 개최
- 1964년 10월 2일 교사 신축공사 낙성식 및 추계체육대회
- 1966년 3월 1일 낙동국민학교 분리(10학급)
- 1970년 3월 1일 괴정국민학교 분리(29학급)
- 1981년 3월 1일 승학국민학교 분리(12학급)
- 1982년 3월 1일 옥천국민학교 분리(12학급)
- 1982년 6월 22일 독서공원 개원식
- 1994년 11월 22일 사하관(체육관) 개관
- 1996년 3월 1일 사하초등학교로 개칭
- 1997년 10월 28일 무궁화관(본관) 신축 준공
- 2003년 9월 30일 동백숲 조경 사업
- 2008년 10월 12일 개교 100주년 기념행사(역사관 개관 및 기념비 건립)
- 2012년 10월 15일 급식실 현대화 준공
- 2017년 3월 1일 제40대 이옥일 교장 부임
- 2018년 10월 4일 사하꿈도서관 확장 리모델링(3.5실) 및 명상숲공원 개관식
- 2019년 2월 21일 제99회 졸업 (졸업생 163명, 누계 32,750명)
- 2019년 3월 1일 41학급(특수 1학급) 편성
- 2023년부터 사하초등학교 재개발 때문에 컨테이너 교실 제작

## 참고 자료
- 사하초등학교 - 한국교육학술정보원 학교알리미